# Luton Town Football Club 2014-2015
Questa voce raccoglie le informazioni riguardanti il Luton Town Football Club nelle competizioni ufficiali della stagione 2014-2015.

## Rosa
| N. |                        | Ruolo | Calciatore           |
| -- | ---------------------- | ----- | -------------------- |
| 1  | Inghilterra (bandiera) | P     | Mark Tyler           |
| 2  | Inghilterra (bandiera) | D     | Fraser Franks        |
| 3  | Irlanda (bandiera)     | D     | Danny Fitzsimons     |
| 4  | Inghilterra (bandiera) | C     | Jonathan Smith       |
| 5  | Inghilterra (bandiera) | D     | Stephen McNulty      |
| 6  | Inghilterra (bandiera) | D     | Alex Lacey           |
| 7  | Galles (bandiera)      | C     | Alex Lawless         |
| 8  | Inghilterra (bandiera) | C     | Andy Drury           |
| 9  | Inghilterra (bandiera) | A     | Paul Benson          |
| 10 | Inghilterra (bandiera) | A     | Alex Wall            |
| 11 | Galles (bandiera)      | C     | Jake Howells         |
| 12 | Inghilterra (bandiera) | D     | Scott Griffiths      |
| 13 | Inghilterra (bandiera) | A     | Mark Cullen          |
| 14 | Inghilterra (bandiera) | C     | Andy Parry           |
| 15 | Inghilterra (bandiera) | C     | Luke Rooney          |
| 16 | Inghilterra (bandiera) | P     | Elliot Justham       |
| 17 | Inghilterra (bandiera) | C     | Pelly Ruddock Mpanzu |

| N. |                        | Ruolo | Calciatore       |
| -- | ---------------------- | ----- | ---------------- |
| 18 | Inghilterra (bandiera) | C     | Ross Lafayette   |
| 20 | Inghilterra (bandiera) | C     | Shaun Whalley    |
| 21 | Inghilterra (bandiera) | C     | Luke Guttridge   |
| 23 | Inghilterra (bandiera) | C     | Matt Robinson    |
| 24 | Inghilterra (bandiera) | D     | Curtley Williams |
| 26 | Inghilterra (bandiera) | C     | Nathan Doyle     |
| 28 | Inghilterra (bandiera) | C     | Jim Stevenson    |
| 29 | Inghilterra (bandiera) | D     | Paul Conolly     |
| 30 | Inghilterra (bandiera) | D     | Luke Wilkinson   |
| 32 | Inghilterra (bandiera) | D     | Brett Longden    |
| 33 | Inghilterra (bandiera) | D     | Mark Oneymah     |
| 34 | Inghilterra (bandiera) | A     | Zane Banton      |
| 35 | Inghilterra (bandiera) | A     | Charlie Walker   |
| 36 | Inghilterra (bandiera) | C     | Charlie Smith    |
| 39 | Inghilterra (bandiera) | C     | Ian Rees         |
|    | Nigeria (bandiera)     | C     | Solomon Taiwo    |
|    | Inghilterra (bandiera) | D     | Daniel Potts     |